# بلاسيدو دي كاسترو
بلاسيدو دي كاسترو (بالبرتغالية: Plácido de Castro, Acre‏) هي بلدية تقع في البرازيل في أكري.[بحاجة لمصدر] يقدر عدد سكانها بـ 17,258 نسمة ومساحتها 2,047 كم2 .